# Lars Munck
Lars Munck (født 21. juni 1976) er en dansk illustrator og storyboardtegner.
Han er uddannet illustrator fra Designskolen i Kolding.
Lars har udgivet billedbøger både i Danmark og i Sverige og tegnet storyboards til danske og amerikanske filmproduktioner.
I 2007 tegnede Lars storyboarddagbogen Flugten til Hollywood, der dokumenterede hans oplevelser i og omkring filmbranchen i Hollywood. Serien udkom i 15 Scener i Politikens Søndagstillæg. 
Serien udviklede sig til en dokumentarfilm uder samme navn, produceret af Nimbus Film & ZDF/Arte.
Dokumentaren forventes at få dansk premiere på DR-K tidligt i 2012.